# Winthrop Adkins
Winthrop R. Adkins (Beirut, 25 de octubre de 1932-16 de julio de 2015) fue psicólogo y profesor estadounidense. Se desempeñó como profesor emérito de psicología y educación en el Teachers College de la Universidad de Columbia.

## Biografía

### Primeros años
Adkins nació en Beirut, Siria (actualmente Líbano) de los misioneros turcos y sirios Leslie John Adkins y Edith Sanderson.  Se graduó de la Academia Phillips y en 1955 se convirtió en alumno de la Universidad de Princeton junto con su compañero de clase Ralph Nader. Durante 12 años, Adkins sirvió en la Armada de los Estados Unidos, comenzando en el Cuerpo de Entrenamiento de Oficiales de Reserva Naval y ascendiendo de rango hasta convertirse en oficial naval en el USS Salem e incluso sirviendo en un buque insignia de la Sexta Flota de los Estados Unidos en las aguas del Mediterráneo. Mientras estuvo allí, también recibió capacitación en la Escuela de Justicia Naval, sirvió en varios buques como mariscal de la corte y luego se convirtió en asistente de la Escuela de Guerra Naval en Newport. Rhode Island. Después de su servicio, Adkins ingresó a la Universidad de Columbia, donde en 1958 obtuvo su maestría en psicología.

### Carrera
En 1963, después de obtener su doctorado en asesoramiento psicológico en el Teachers College de la Universidad de Columbia, se unió inmediatamente a su cuerpo docente. Durante un año, se mudó a la Universidad de Harvard, donde pasó en su Centro para la Personalidad, estudiando motivación de logro con David McClelland. Después de su breve nombramiento en Harvard, Atkins se entregó a la Guerra contra la Pobreza y trabajó con la YMCA de Nueva York.
En 1966, se convirtió en miembro fundador del cuerpo docente del York College en Universidad Municipal de Nueva York donde supervisó el proyecto Search for Education, Elevation and Knowledge. Posteriormente, el proyecto se convirtió en un programa cuyo objetivo es brindar apoyo a estudiantes de bajos ingresos.
Durante los siguientes 30 años, Adkins trabajó en Teachers College de la Universidad de Columbia y en el Institute for Life Coping Skills, donde desarrolló nuevos métodos para ayudar a las personas a lidiar con actitudes y comportamientos complejos que pueden encontrar en su vida diaria. Su principal objetivo fue el desarrollo de sistemas de asesoramiento multimedia.
Luego, Adkins trabajó con Paul Sharar y Sidney Rosenberg para desarrollar Recursos de capacitación para jóvenes, un programa que fue implementado por 2.000 agencias en 40 estados desde su fundación a fines de la década de 1970.
Durante su carrera, capacitó a muchos estudiantes de posgrado sobre cómo desarrollar intervenciones psicológicas y conductuales, utilizando sus métodos y teoría. Formó parte de muchas juntas directivas de organizaciones sin fines de lucro, incluido el Programa HOPE para personas sin hoga y el Centro de Investigación de Seguros, y fue miembro fundador del Proyecto Princeton '55 del Centro de Liderazgo Cívico.

#### ASLP
Adkins es más conocido como pionero detrás del Programa de desarrollo profesional de habilidades para la vida (ASLP), que fue publicado originalmente por la Psychoological Corporation, una división de Harcourt Assessment. El programa, que además del inglés viene en español e italiano, ayudó a más de 1 millón de personas a obtener títulos (y posteriormente empleos). El programa fue utilizado por más de 2.000 agencias en 45 estados. Más tarde, hasta 200 colegios comunitarios de India adoptaron el plan de estudios Life Coping Skills, que se utilizaba en su país para ayudar a los estudiantes de las provincias rurales a aprender a comprender la vida urbana.

### Vida personal y fallecimiento
Adkins falleció tras una cirugía de pulmón a la edad de 82 años. Estaba casado con la profesora emérita Caroline Manuele Adkins, que también es psicóloga. Juntos criaron un hijo, Jason y una hija, Jennifer.